# Michael Irby
Michael Clinton Irby (Palm Springs, 16 de novembro de 1972), é um ator norte-americano conhecido por interpretar o Sargento de Primeira Classe Charles Gray na série da CBS The Unit (2006–2009) e, mais recentemente, por seu trabalho como Obispo 'Bishop' Losa em Mayans M.C. (2018–2023) e Cristobal Sifuentes na série da HBO Barry (2018–2023).

## Biografia
Irby nasceu em Palm Springs, Califórnia, e cresceu em Cabazon, Califórnia, é o filho de Ernie e Cindy Irby. Ele é misto de ascendência mexicana-americana e afro-americana e tem dois irmãos, Jason e Ernest III.
Com um amor eterno pelo futebol, ele jogou na Europa como parte do time USMNT dos EUA antes de ser forçado a desistir devido a uma lesão.
Após o fim de sua carreira no futebol, ele estudou no College of the Desert em Palm Desert, Califórnia, e no Orange Coast College, em Costa Mesa, Califórnia. Seu professor de teatro o encorajou a seguir carreira no teatro na American Academy of Dramatic Arts, em Nova Iorque.

## Vida pessoal
Irby é casado com Susan Matus, que conheceu enquanto estudava em Nova Iorque. Eles têm um filho chamado Adison James Bear Irby.